# Marko Livaja
Marko Livaja (26 de agosto de 1993) é um futebolista croata que atua como atacante. Atualmente joga no Hajduk Split.

## Carreira

### Internazionale
Marko Livaja começou a carreira na Internazionale. Para ganhar experiência foi emprestado ao Lugano, da Suíça, e depois ao AC Cesena.

### Atalanta
Na temporada 2013, foi vendo a Atalanta de Bérgamo, para atuar na Serie A.

### AEK Atenas
Livaja se transferiu para o AEK Atenas, em 2017.

## Títulos
AEK Atenas
- Superliga Grega: 2017–18

#### Inter de Milão sub-19
- Campeonato Primavera: 2011–12